# Okręg wyborczy Salford
Okręg wyborczy Salford powstał w 1832 r. i wysyła do brytyjskiej Izby Gmin jednego deputowanego. Okręg został zniesiony w 1885 r. Przywrócono go w 1997 r., ponownie zniesiono w 2010 i ponownie przywrócono w 2024.

## Deputowani do brytyjskiej Izby Gmin z okręgu Salford

### Deputowani po 1997 r.
- 1997–2010: Hazel Blears, Partia Pracy
- 2010-2024: okręg zniesiony
- 2024- : Rebecca Long-Bailey